# Rúdzensk
Rúdzensk (bielorruso: Ру́дзенск) o Rúdensk (ruso: Ру́денск) es un asentamiento de tipo urbano de Bielorrusia, perteneciente al distrito de Pújavichy de la provincia de Minsk.
En 2023, el asentamiento tenía una población de 2589 habitantes.
Se ubica unos 20 km al noroeste de la capital distrital Máryina Horka, sobre la carretera P69 que une Shatsk con Smaliavichy.

## Historia
Se conoce la existencia de la localidad por primera vez en documentos del Imperio ruso del siglo XIX, cuando era una pequeña aldea del vólost de Tsitvá en el uyezd de Ihumen. Se desarrolló como poblado ferroviario a partir de 1873, cuando se abrió aquí una estación del ferrocarril de Liepāja a Romny. En 1918 se integró en la República Popular Bielorrusa, y posteriormente en la RSS de Bielorrusia, que le dio el estatus de capital distrital en 1935 (que perdió en 1960) y el de asentamiento de tipo urbano en 1938.